# دی‌متیل‌بنزیل‌آمین
دی‌متیل‌بنزیل‌آمین (به انگلیسی: Dimethylbenzylamine) یک ترکیب شیمیایی با شناسه پاب‌کم ۷۶۸۱ است. شکل ظاهری این ترکیب، مایع بی رنگ تا زرد است.